# Peter Kreysler
Peter Kreysler (* Juni 1967 in den Usambara-Bergen in Tansania, Afrika) ist ein deutscher Journalist, Hörfunkjournalist und Dokumentarfilmer.

## Leben
Peter Kreysler wurde als Kind des für die Weltgesundheitsorganisation arbeitenden Arztes Prof. Dr. Joachim Kreysler und Helga Kreysler im ostafrikanischen Usambara-Gebirge geboren. 1975, nach der Umsiedelung nach West-Berlin, besuchte er die Anna-Freud-Oberschule und studierte im Anschluss Französisch und Geschichte an der Sorbonne in Paris.
Sein Interesse an einer kritischen Auseinandersetzung mit dem deutschen Kulturbetrieb führte Kreysler zunächst wieder nach Berlin, im Anschluss nach Nordrhein-Westfalen zum Theater an der Ruhr in Mülheim. 1987/88 verantwortete er für die drei zu Roberto Ciullis Inszenierungen gedrehten Theater-Trailer, Filmregie: Hans Peter Clahsen, den bundesweit kostenfreien Kinoeinsatz und begründete damit eine enge Partnerschaft zwischen dem öffentlichen Raum des „Theaters“ und den Kinobetreibern, insbesondere von deutschen Programmkinos.
Ab 1988 bis 1995 arbeitete Kreysler an Recherchen und Entwicklungen für unterschiedliche Fernseh- und Kinoprojekte, unter anderem Augenblick Polen, Clowns in der Nacht, Im Westen alles nach Plan. 1997 begleitete er das Kinoprojekt Die Story von Monty Spinnerratz, Regie: Michael F. Huse, in die USA und koordinierte in den Studios von Warner Bros. in Burbank, Kalifornien die Synchronarbeiten für die internationale Auswertung.
Im Anschluss bereiste Peter Kreysler zusammen mit der US-amerikanischen Filmemacherin Elise Fried vier Monate die Südsee. Über die Inselstaaten Tuvalu und der Republik Fidschi, den Marshallinseln sowie Kiribati, entstand bereits Ende der 1990er Jahre für den Deutschlandfunk das Radio-Feature: Wie Ameisen auf einem Blatt über die offensichtliche Bedrohung dieser Inseln durch den Klimawandel.
Von 1999 bis 2000, im Auftrag des Zentrum für Kunst und Medientechnologie, arbeitete Kreysler für das Multimedia-Projekt Knowledge, Information and Communication für die Expo 2000 in Hannover, im Anschluss an eigenen Radioreportagen und Interviews, u. a. mit Noam Chomsky und für dessen Buch. Regie führte Kreysler bei den Dokumentarfilmen Verbotene Früchte, 2002, DW-TV, aus dem Iran und wiederum mit Elise Fried bei Brain Edema Patients and Clinical Trials, 2007, für die National Brain Tumor Foundations of the US, Canada, New Zealand & Australia.
Seine Partnerschaft mit der US-amerikanischen Filmemacherin und Künstlerin Fried führte bereits in 2002 zum Umzug Kreyslers nach San Francisco, Kalifornien und den Ausbau der Flying Fish Production. Aus dieser Zusammenarbeit entstanden internationale Radio-Features, u. a. für den DLF, die Radiosender der ARD, der BBC und für das National Public Radio.
Für ihr Radio-Feature über den weltweiten Diamantenhandel: Brilliante Geschäfte, 2000 für DLF, WDR erhielt das Duo den Ernst-Schneider-Preis 2001. Direkt im Anschluss folgte Kreyslers Fortbildung an der Genfer Niederlassung der Fordham University über den Umgang mit potentiellen Gefahren durch unkonventionelle Kriegführung oder Terroraktionen bei journalistischen Reisen in Krisengebiete (IDHA).
Seit 2009 liegt Peter Kreyslers Lebensmittelpunkt wieder in Berlin. Er entwickelt journalistische Themen, die als Radio-Features, Reportagen und Fernsehdokumentationen sowohl im deutschsprachigen Raum, als auch in fremde Sprachen übersetzt, veröffentlicht werden.
So berichtete er 2011 von den GAVI-Kampagnen in Afrika: GAVI und das große Impfen, und in 2012 über die faszinierende Welt der Rohstoffe. Die Hintergrundrecherchen führten Peter Kreysler von Papua-Neuguinea über die Schweiz bis in die City of London. Das 55-minütige Radiofeature wurde in WDR5, dem DLF und SWR unter dem Titel „Rohstoffroulette: Das gefährliche Spiel um Platin, Petroleum und Palmöl“ ausgestrahlt. 2014 veröffentlichte die Heinrich-Böll-Stiftung Kreyslers weiteren Ergebnisse als Studie mit dem Titel: Gold, Gas und Gier, und im IPG-Journal erschien dazu sein Bericht: Teure Rohstoffe: Irrweg statt Strategie? Wie Spekulation an den Finanzmärkten die Rohstoffpreise immer weiter antreibt.
Von 2016 an beschäftigt er sich vor allem mit dem Einfluss der Digitalisierung auf die demokratische Meinungsbildung bei Wahlkämpfen, und mit Parteispenden zur illegalen Wahlkampfunterstützung über Drittkampagnen, seit 2020 zudem mit den Lobbystrukturen der chemischen und pharmazeutischen Industrie anhand der Themen: DNA-Revolution, Gifte für ein besseres Leben und dem Markt der Hoffnung – Krebsmedikamente.
Peter Kreysler lebt hauptsächlich in Berlin; seine journalistischen Arbeiten behandeln sowohl nationale wie internationale Zusammenhänge.

## Radio-Features, Reportagen (Auswahl)
- 1998: Wie Ameisen auf einem Blatt, 43 Min., DLF
- 1999: Brilliante Geschäfte, 55 Min., DLF, WDR.[3]
- 2003: Reiche Medien – arme Demokratie, 55 Min., DLF, WDR
- 2004: Demokratie made in USA, 53 Min., DLF, WDR
- 2006: Von Jägern und digitalen Sammlern, 43 Min., DLF.[4]
- 2008: Das Erbe des George W: wie die Bush Administration die USA veränderte, 55 Min., DLF/WDR.[5]
- 2010: Von Mücken, Moneten und Infektionen, 55 Min., WDR.[6]
- 2011: Geberkonferenz der größten Impforganisation der Welt, DLF[7]
- 2011: Identitätsdiebstahl, Magazinbeitrag, WDR.[8]
- 2011: Kawe Qoraishy und das "Schlupfloch der Meinungsfreiheit", 10 Min., WDR5[9]
- 2011 GAVI und das große Impfen, 18 Min., DLF.[10]
- 2013: Rohstoff-Roulette, 55 Min., WDR, SWR[11], DLF[12]
- 2014: TTIP – Transatlantischer Traum oder der Ausverkauf der Demokratie, DLF, WDR[13]
- 2015: Risikobewertung in der Forschung. Wie TTIP mit Fakten hantiert, DLF[14]
- 2018: Dunkelkammern der Demokratie, 55 Min., DLF, NDR[15]
- 2019: Digitale Brandbeschleuniger – der unregulierte Wahlkampf im Netz, 44 Min. DLF[16]
- 2021: Virtuelle Propaganda, 50 Min., MDR[17]
- 2022: Nachhaltige E-Mobilität? – Doku über ein großes Versprechen, SWR2 Kultur, Feature[18]
- 2022: Peter Kreysler im Interview zu: Nachhaltige E-Mobilität?, 30 Min., ARD-Radio[19]
- 2024: Demontage der Demokratie – Doku über Viktor Orbáns Propaganda und Ungarns milliardenschwere Meinungsmacher, 52 Min., ARD-Radio[20]

## Dokumentarfilme (Auswahl)
- 2002: Verbotene Früchte, 35 Min., DW-TV
- 2007: Brain Edema Patients and Clinical Trials, 45 Min., National Brain Tumor Foundations of the US, Canada, New Zealand & Australia, mit Elise Fried
- 2021: Die Story im Ersten: Markt der Hoffnung – Krebsmedikamente, 45 Min., WDR, mit Gesine Enwaldt und Melanie Stucke[21]
- 2021: Wahlkampf under Cover, 44 Min., ARD, mit Gesine Enwaldt
- 2024: Propaganda – Angriff auf die EU, 28 Min., ZDF, mit Svea Eckart[22]

## Auszeichnungen
- 2001: Ernst-Schneider-Preis, Große Wirtschaftssendung: Brillante Geschäfte
- 2018: Georg von Holtzbrinck Preis für Wissenschaftsjournalismus[23]
- 2018: Salus-Medienpreis: Die DNA Revolution – Schöpfung mit der Genschere[24]

## Publikationen (Auswahl)
- Gold, Gas und Gier – eine Spurensuche im Rohstoffkasino Papua-Neuguinea. Schriften zur Ökologie, Band 28, Boell Stiftung, 2012, ISBN 978-3-86928-096-7.[25]